# Lupinus angustifolius
Lupinus angustifolius là một loài thực vật có hoa trong họ Đậu. Loài này được L. miêu tả khoa học đầu tiên.

## Hình ảnh

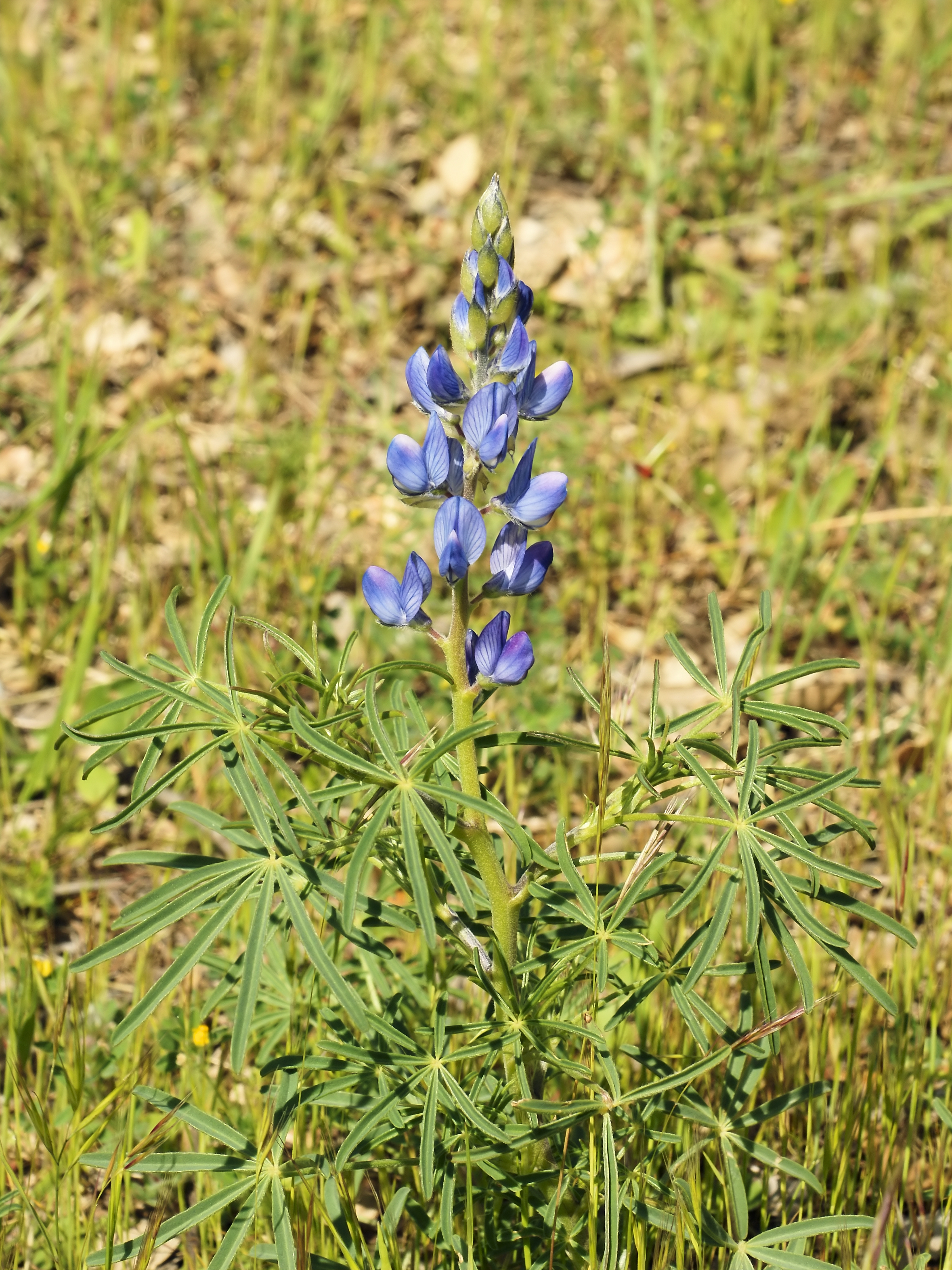
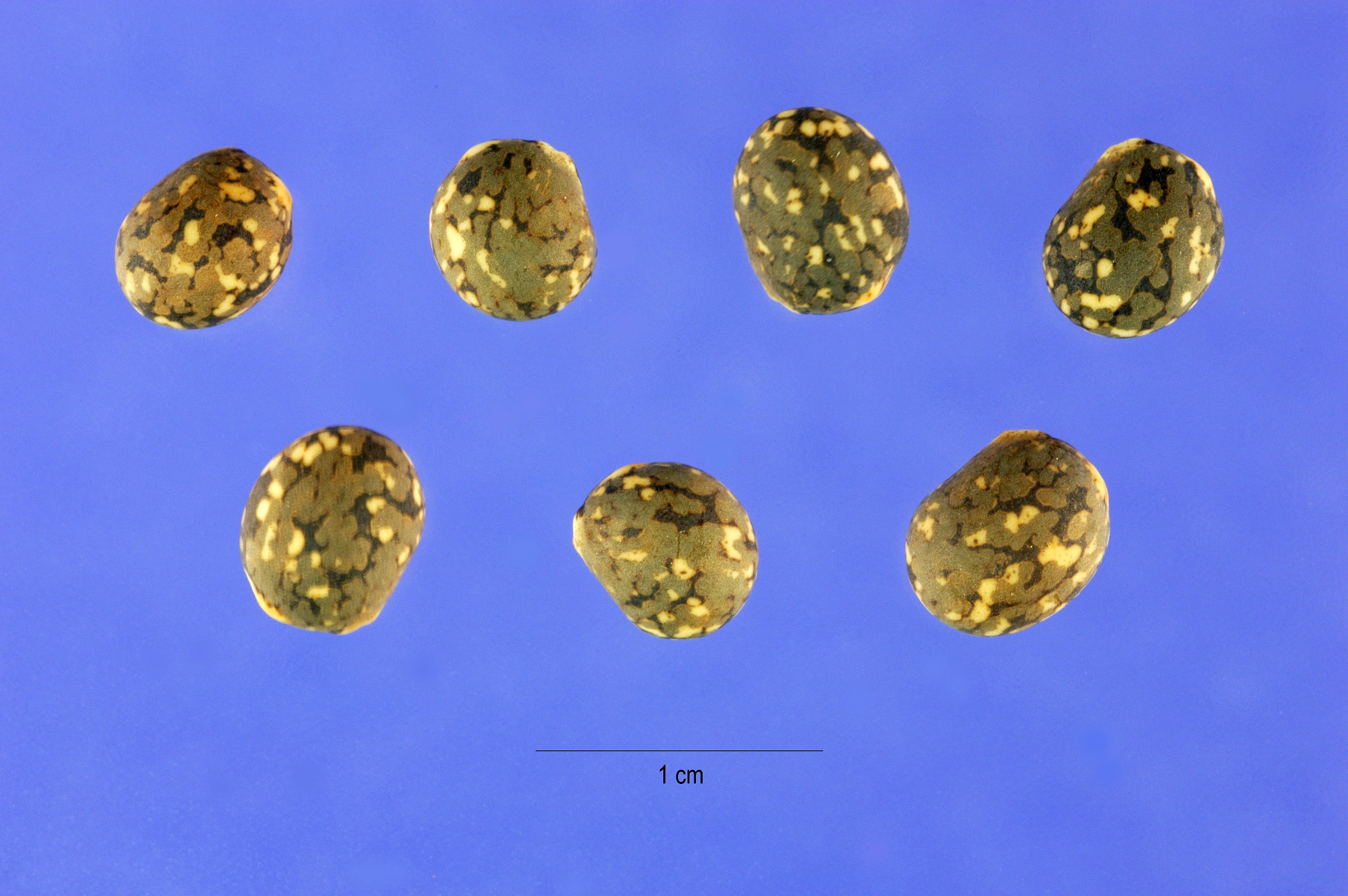
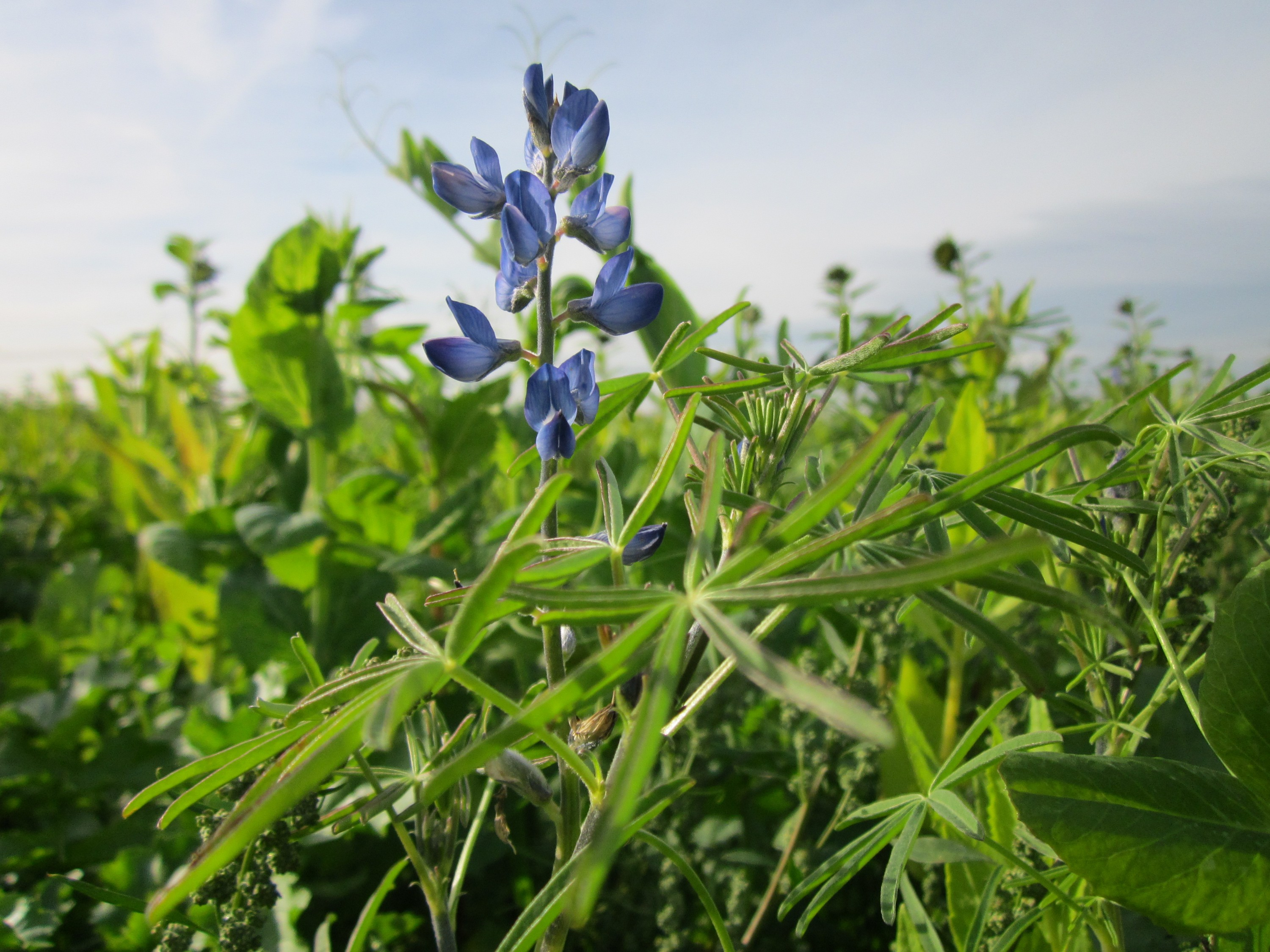
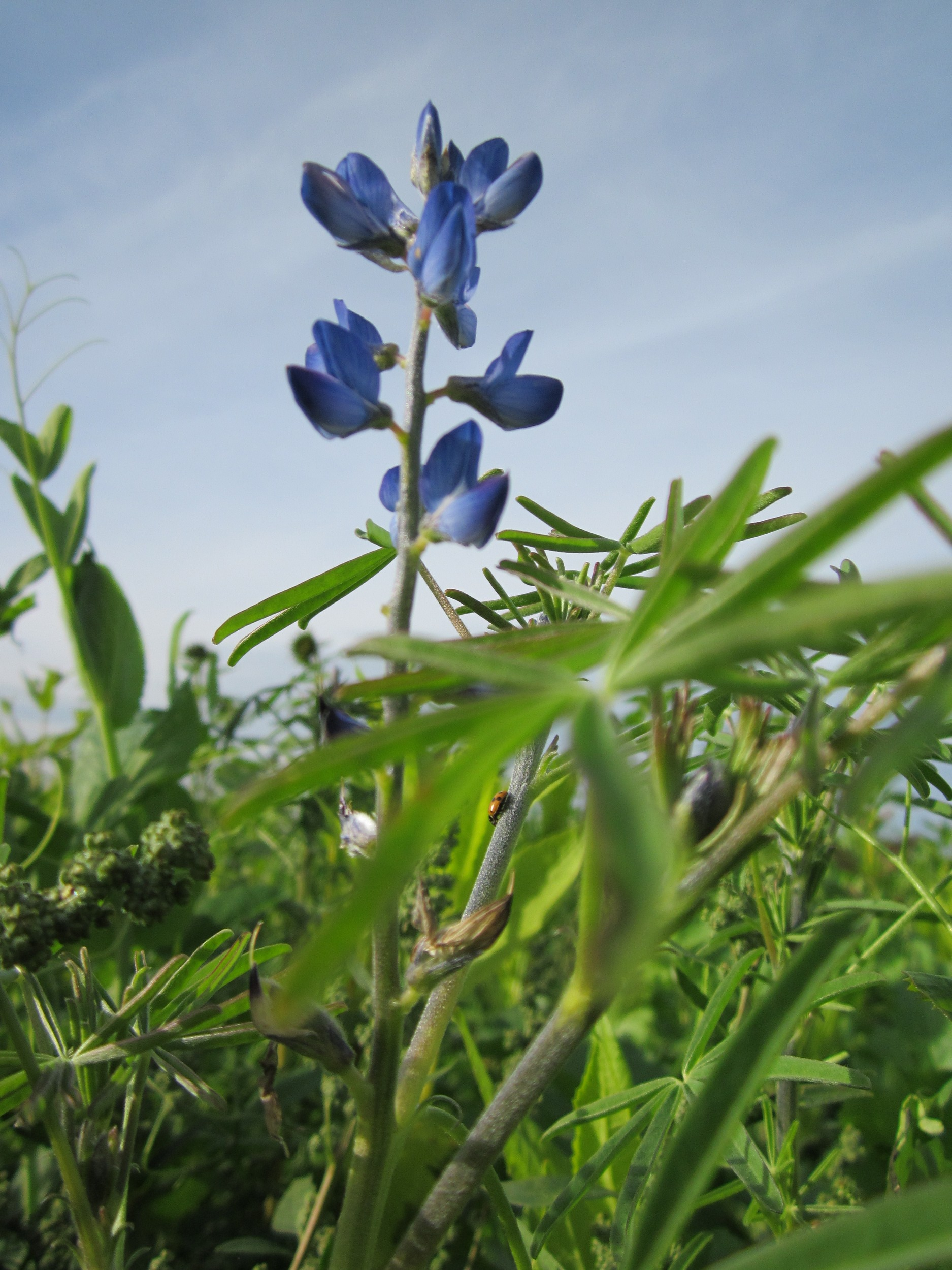
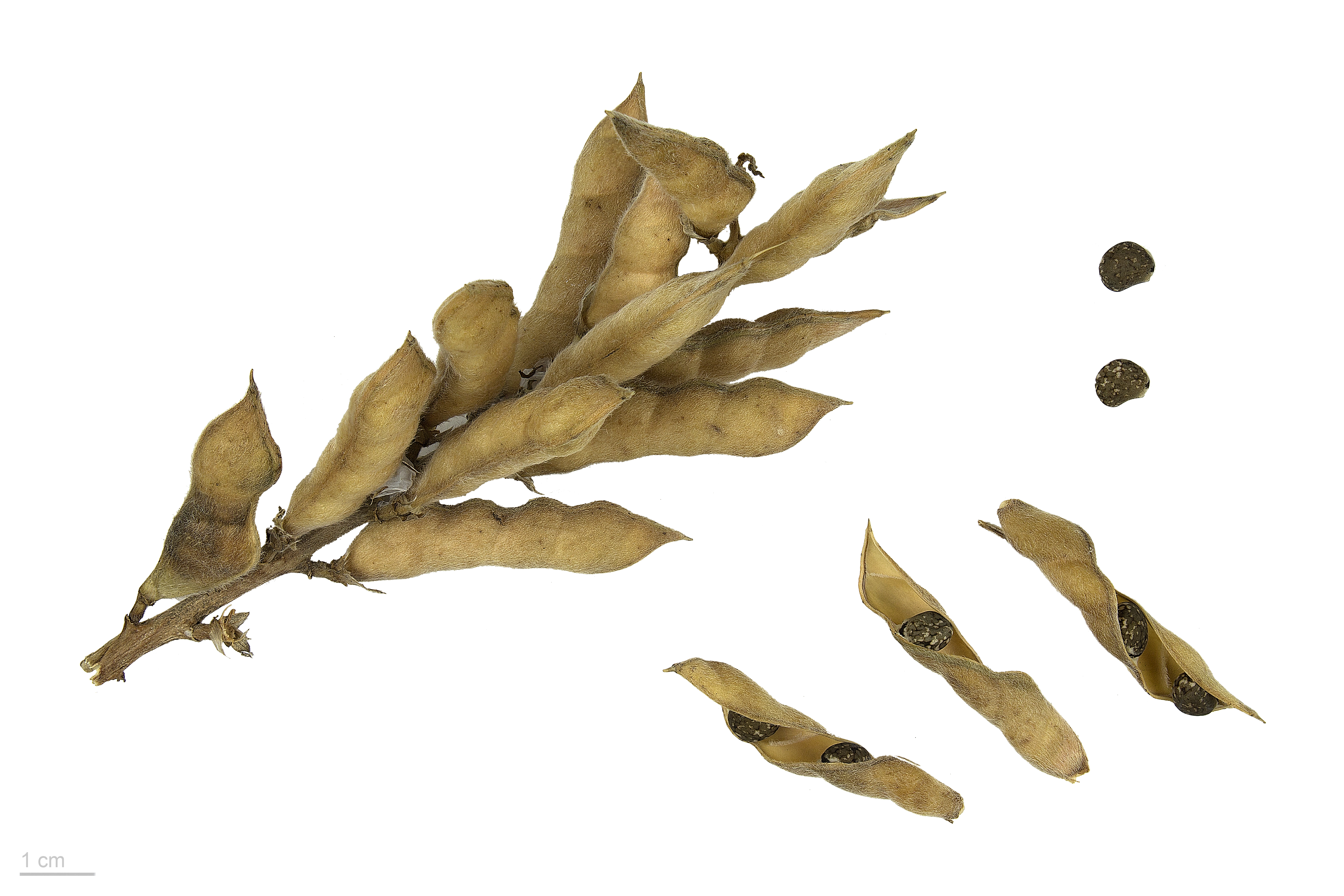
Lupinus angustifolius - Museum specimen